# Mary Marvel

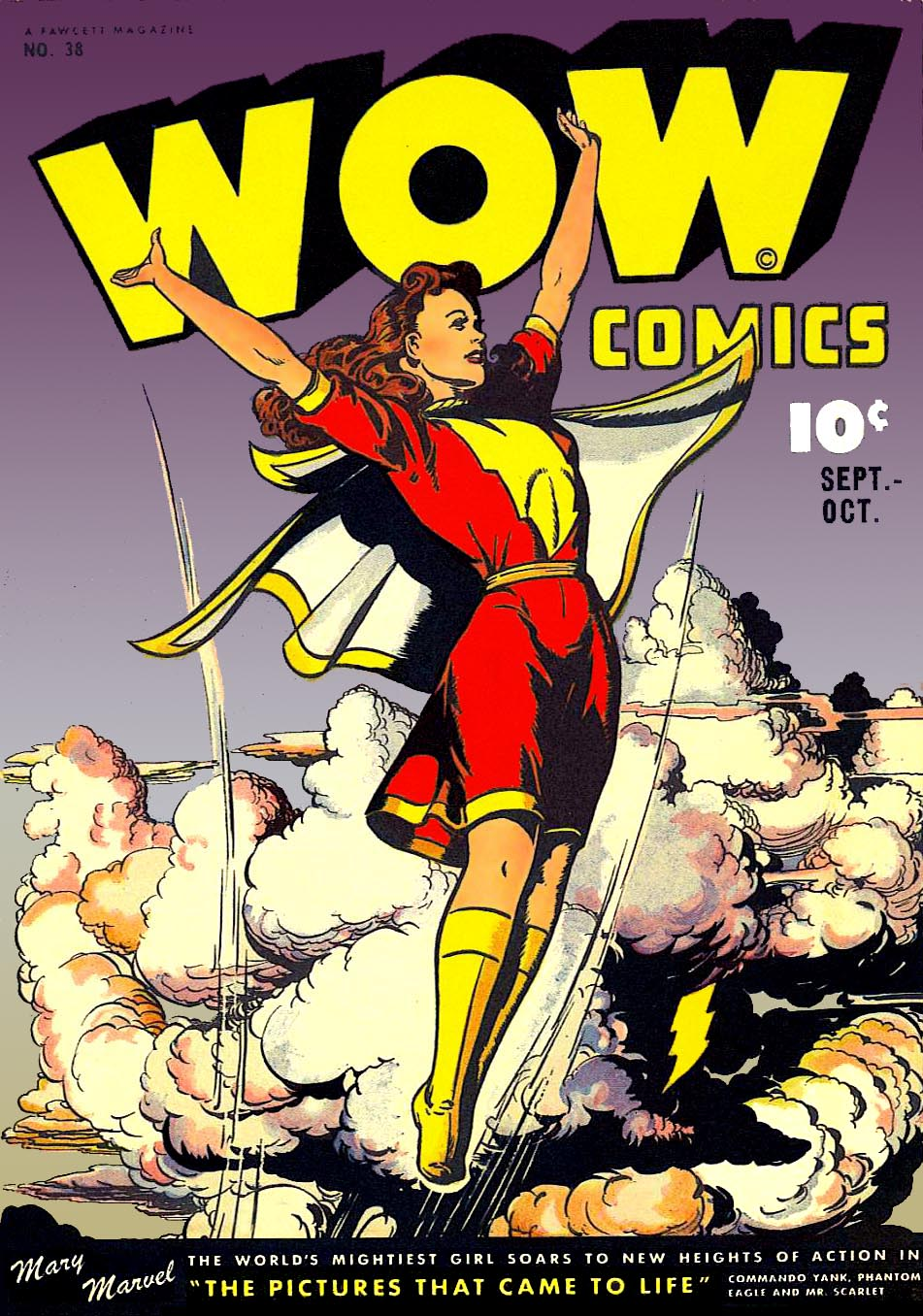
Mary Marvel.

Mary Marvel (har på svenska förekommit under namnet Mirakelflickan), ursprungligen en bifigur i serierna om Captain Marvel" och utgiven på Fawcett och DC Comics, kom även ut med egen titel.

## Handling
Mary Broomfield (född Batson) är syster till William "Billy" Batson, den ursprunglige Captain Marvel.

## Grupptillhörighet
- Super Buddies